# Bent Mejding
Bent August Mejding (* 14. Januar 1937 in Svendborg; † 12. November 2024) war ein dänischer Schauspieler, Regisseur und Theaterintendant.

## Leben
Nach einer Ausbildung zum Buchhalter absolvierte Mejding von 1957 bis 1959 die Teaterdirektørforeningens Skuespillerskole und gab 1958 sein Bühnendebüt am Folketeatret. Nach seiner Schauspielausbildung wurde er am Det Ny-Theater engagiert. 1961 war er Mitbegründer des Ungdoms Teater, das er von 1963 bis 1975 als Direktor leitete, und war dort als Regisseur und Darsteller an zahlreichen Produktionen beteiligt. Daneben leitete er auch von 1965 bis 1966 das Gladsaxe Teater, später von 1975 bis 1980 die Allé Scenen und schließlich bis 1996 das Det Ny Teater.
Neben seiner Theaterlaufbahn wirkte Mejding von 1958 bis 2016 in über 50 Film-und-Fernsehproduktionen mit. In der bekannten Szene aus Die Olsenbande sieht rot, in der die Olsenbande sich zum Takt der Musik durch die Kellerräume des Königlichen Theaters sägt, bohrt und sprengt, spielte Mejding die Rolle des Dirigenten. In der Fernsehserie Die Leute von Korsbaek war er als Jørgen Varnæs zu sehen. Mejding war auch zeitweise als Synchronsprecher für Zeichentrickfilme tätig, wie beispielsweise für Asterix. Er wurde zweimal mit dem Robert und einmal mit der Bodil ausgezeichnet. Im Jahr 1995 erhielt er den Dannebrogorden.
Bent Mejding war in erster Ehe von 1961 bis 1972 mit der Schauspielerin Susanne Rosenkrantz-Theil (1935–2006) verheiratet. Die Ehe blieb kinderlos. In zweiter Ehe war er von 1983 bis zu seinem Tod mit seiner langjährigen Bühnenpartnerin Susse Wold verheiratet. Mejding starb am 12. November 2024 im Alter von 87 Jahren an den Folgen einer Lungenentzündung.

## Filmografie (Auswahl)
- 1958: Mor skal giftes
- 1961: Reptilicus
- 1961: Gøngehøvdingen
- 1962: Lykkens musikanter
- 1962: Det stod i avisen
- 1963: Froken April
- 1965: Mor bag rattet
- 1970: Et godt liv (Fernsehfilm)
- 1970: Tintomara
- 1971: Viceværten (Fernsehfilm)
- 1975: Kun sandheden
- 1976: Die Olsenbande sieht rot (Olsen-banden ser rødt)
- 1976: Olsenbanden for full musikk
- 1977: Fiskerne (Fernsehserie)
- 1978–1981: Die Leute von Korsbaek (Matador, Fernsehserie, 18 Folgen)
- 1980: Attentat
- 1980: Vores år (Fernsehmehrteiler)
- 1982–1983: Udvikling (Fernsehmehrteiler)
- 1982–1983: Een store Familie (Fernsehserie, 12 Folgen)
- 1983: Kurt und Valde – Ganoven mit Charme (Kurt og Valde)
- 1984: Twist & Shout (Tro, håb og kærlighed)
- 1991: Die Jungen von St. Petri (Drengene fra Sankt Petri)
- 1992: Blændet (Fernsehmehrteiler)
- 1992: Gøngehøvdingen (Fernsehserie)
- 1997–1998: Taxa (Fernsehserie, 3 Folgen)
- 2000: Edderkoppen (Fernsehmehrteiler)
- 2000: Blinkende Lichter (Blinkende lygter)
- 2000: Italienisch für Anfänger (Italiensk for begyndere)
- 2002: Tinke – Kleines starkes Mädchen (Ulvepigen Tinke)
- 2003: Unit One – Die Spezialisten (Rejseholdet; Fernsehserie, 2 Folgen)
- 2004: Brothers – Zwischen Brüdern (Brødre)
- 2006: Der Traum (Drømmen)
- 2007: Bedingungslos (Kærlighed på film)
- 2007: Daisy Diamond
- 2007–2008: Kommissarin Lund – Das Verbrechen (Forbrydelsen; Fernsehserie, 17 Folgen)
- 2009: Sturm (Storm)
- 2011: Lykke (Fernsehserie, 1 Folge)
- 2012: Die Königin und der Leibarzt (En kongelig affære)
- 2013: Skytten
- 2014: 1864 – Liebe und Verrat in Zeiten des Krieges (1864, Fernsehserie)
- 2015: Antboy – Die Rache der Red Fury (Antboy: Den Røde Furies hævn)

## Auszeichnungen (Auswahl)
- 1985: Robert – Bester Nebendarsteller für Twist & Shout
- 1995: Ritter des Dannebrogordens
- 2007: Robert – Bester Nebendarsteller für Der Traum
- 2007: Bodil – Bester Nebendarsteller für Der Traum